# Тактико-технически характеристики
ТТХ (Тактико-технически характеристики) са съвкупност на количествените характеристики на единиците военна техника или оръжие, описващи нейните възможности (както експлоатационни, така и бойни). В процеса на експлоатация на техниката, поради износването на детайлите, настъпва влошаване на нейните ТТХ. Когато ТТХ на военната техника започват да изостават от ТТХ на новите образци, то техниката се счита за морално остаряла. За сложната техника (например в авиационната техника и подобни) с цел избягване на негативното влияние на споменатите фактори в състава на ТТХ се определят, нормират и осигуряват, започвайки от най-ранните етапи на създаване на конструкцията на новото изделие, съвкупност от експлуатационно-технически характеристики (ЕТХ), включая надеждност, безопасност при откази, експлоатационна (ремонтна) технологичност и контролопригодност.
- За летателни апарати се използва терминът ТТД – тактико-технически данни.
- За кораби и подводници се използва терминът ТТЕ – тактико-технически елементи.[2]